# Ferula linczevskii
Ferula linczevskii är en flockblommig växtart som beskrevs av Jevgenij Korovin. Ferula linczevskii ingår i släktet stinkflokesläktet, och familjen flockblommiga växter. Inga underarter finns listade i Catalogue of Life.